# Pölläkivi
Pölläkivi är en ö i Finland. Den ligger i sjön Pihlajavesi och i kommunen Nyslott i  landskapet Södra Savolax, i den sydöstra delen av landet, 280 km nordost om huvudstaden Helsingfors. Öns största längd är 20 meter i sydväst-nordöstlig riktning.